# 安地列斯大辮魚
安地列斯大辮魚為輻鰭魚綱辮魚目辮魚科的其中一種，分布於中西大西洋的古巴海域，屬深海魚類。

## 擴展閱讀
維基物種上的相關：安地列斯大辮魚